# Rhododendron habbemae
Rhododendron habbemae är en ljungväxtart som beskrevs av Koorders. Rhododendron habbemae ingår i släktet rododendron, och familjen ljungväxter. Inga underarter finns listade i Catalogue of Life.